# National Coalition for Men
National Coalition for Men (NCFM), dawniej National Coalition of Free Men – organizacja non-profit działającą na rzecz edukacji i praw obywatelskich, której celem jest zajęcie się sposobami, w jakie dyskryminacja ze względu na płeć dotyka mężczyzn i chłopców. Organizacja ta sponsoruje konferencje, edukację dorosłych, demonstracje i procesy sądowe. NCFM jest najstarszą w Stanach Zjednoczonych organizacją praw mężczyzn. Przyznaje, że jest neutralna politycznie, ani konserwatywna, ani liberalna.
National Coalition for Men poparła w 2012 roku republikańską wersję ustawy o przemocy wobec kobiet. Organizacja argumentowała, że projekt ustawy napisany przez zasiadających wówczas w Senacie Demokratów wyklucza heteroseksualnych mężczyzn i wzmacnia pozycję "fałszywych oskarżycieli kosztem prawdziwych ofiar" oraz zachęca kobiety przebywające w kraju bez legalnych dokumentów do składania fałszywych oskarżeń o wykorzystywanie w celu pozostania w kraju. Liberalne Center for American Progress skrytykowało NCFM za swoje stanowisko w tej sprawie, podobnie jak Southern Poverty Law Center.
NCFM angażuje się w kontrowersyjne zachowania, takie jak publiczne wypowiadanie się na temat domniemanych ofiar napaści na tle seksualnym, których sprawy zostały oddalone ze względu na brak dowodów, oraz oznaczanie tych kobiet jako fałszywych oskarżycielek.
W 2005 roku NCFM złożył pozew przeciwko stanowi Kalifornia o finansowanie schronisk przeciw przemocy domowej wyłącznie dla kobiet. 
W 2008 roku Sąd Apelacyjny orzekł na ich korzyść i uznał, że wykluczenie męskich ofiar narusza prawa mężczyzn do równej ochrony i "niesie ze sobą bagaż stereotypów seksualnych", ponieważ "mężczyźni doświadczają znacznego poziomu przemocy domowej jako ofiary".